# کولیاته-فابیاسکو
کولیاته-فابیاسکو (به ایتالیایی: Cugliate-Fabiasco) یک کومونه در ایتالیا است که در استان وارزه واقع شده‌است.

## خصوصیات
کولیاته-فابیاسکو ۶٫۷ کیلومترمربع مساحت و ۲٬۹۶۱ نفر جمعیت دارد و ۵۱۶ متر بالاتر از سطح دریا واقع شده‌است.